# Eastleigh (borgo)
Eastleigh è un borgo dell'Hampshire, Inghilterra, Regno Unito, con sede nella città omonima.
Il distretto fu creato con il Local Government Act 1972, il 1º aprile 1974 dalla fusione del borough di Eastleigh col Distretto urbano di Winchester.

## Parrocchie civili
Le parrocchie, che non coprono l'area del capoluogo e Chandler's Ford, sono:
- Bishopstoke
- Botley
- Bursledon
- Fair Oak and Horton Heath
- Hamble-le-Rice
- Hedge End
- Hound
- West End